# Rhanidea unicolor
Rhanidea unicolor is een keversoort uit de familie zwamkevers (Endomychidae). De wetenschappelijke naam van de soort werd in 1844 gepubliceerd door Ziegler.